# 德邱温泉
德邱温泉（덕구온천、とっくおんせん）は、韓国の慶尚北道、蔚珍郡、北面に位置している。韓国唯一の自然湧出温泉。温泉成分は重炭酸ナトリウム、カリウム、カルシウム、鉄、炭酸などの成分で弱アルカリ性である。